# Pallotynki

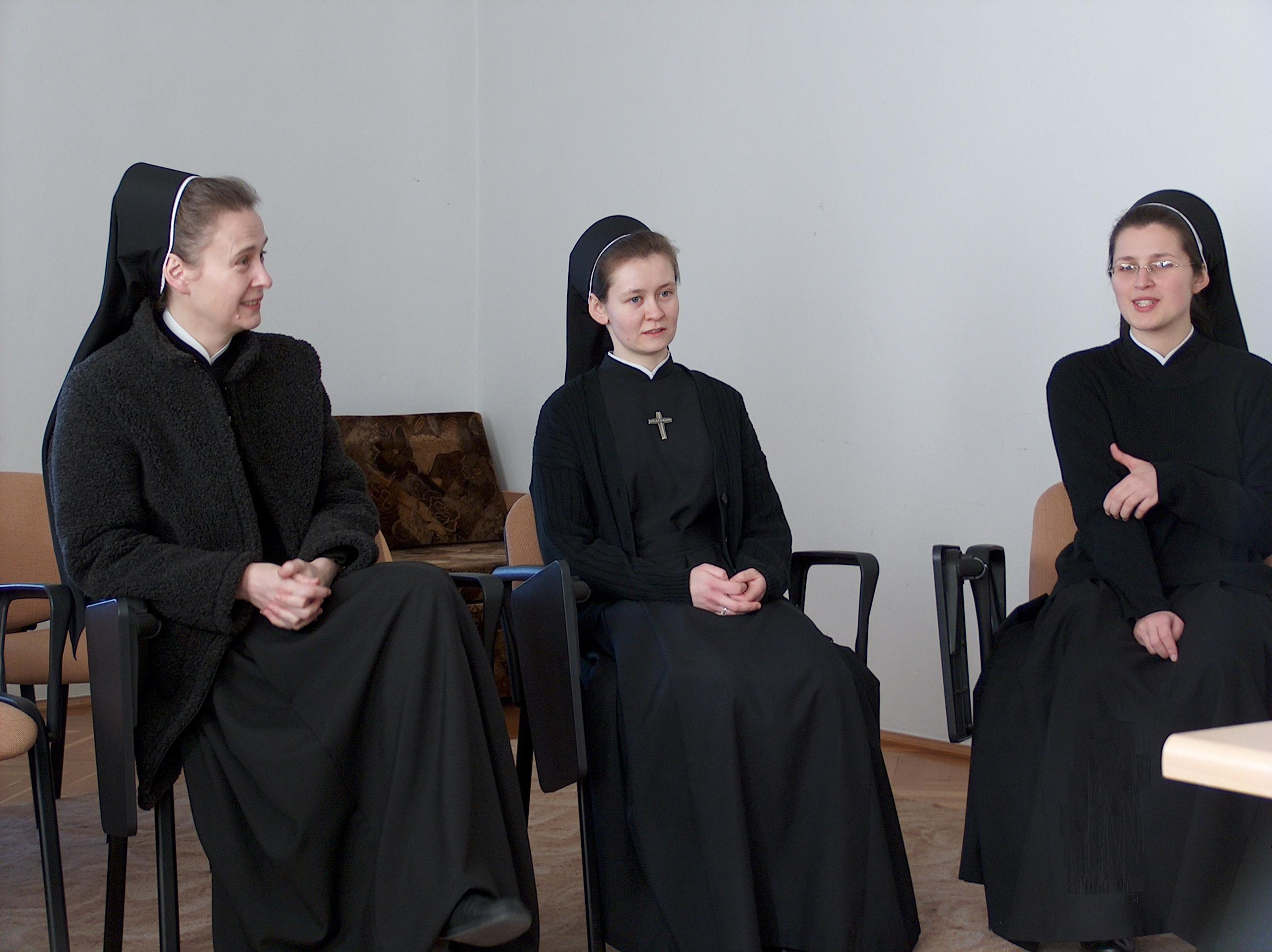
Siostry pallotynki, pierwsza z lewej siostra prowincjalna Blanka Sławińska

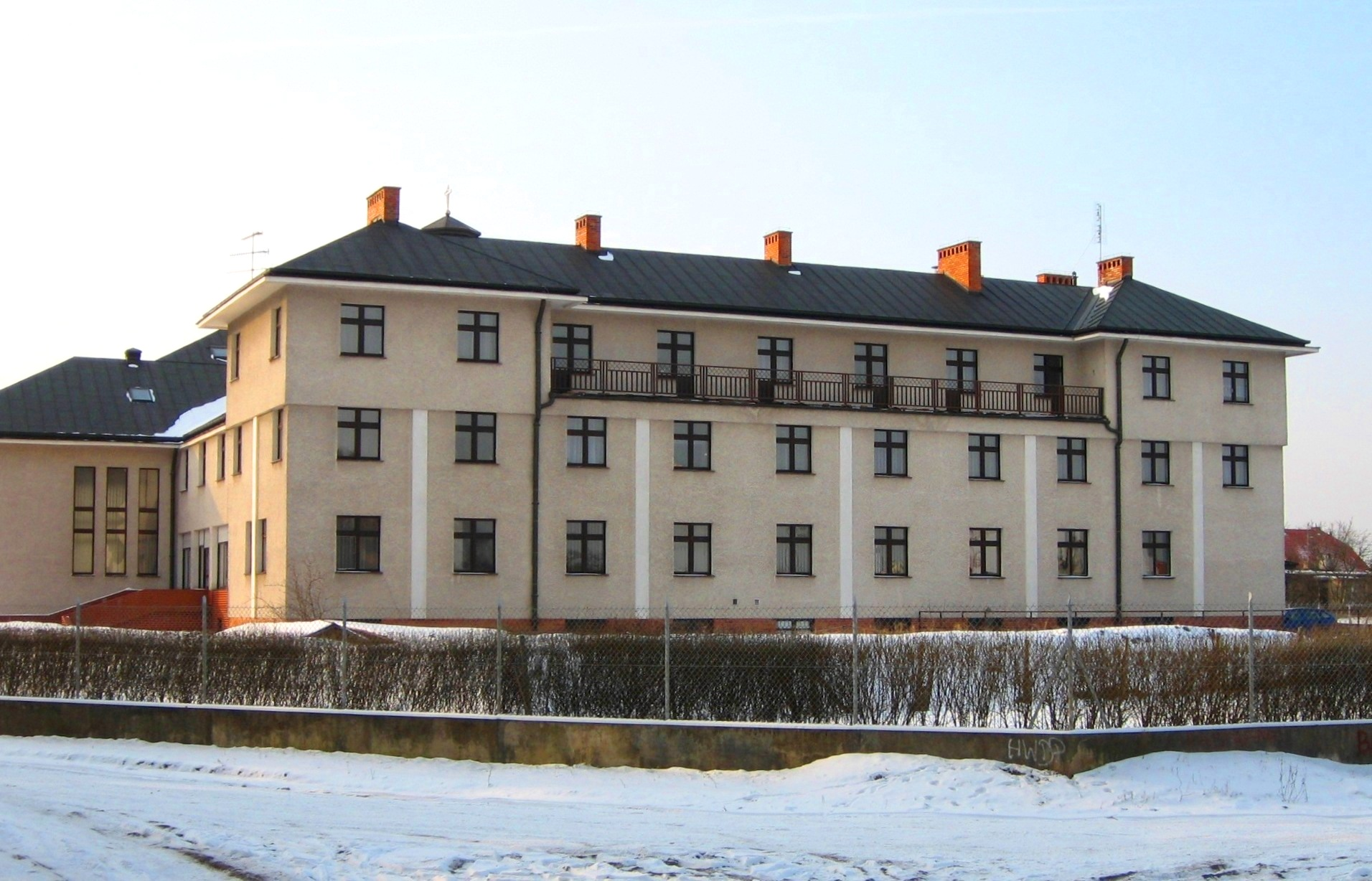
Dom nowicjatu sióstr pallotynek w Gnieźnie

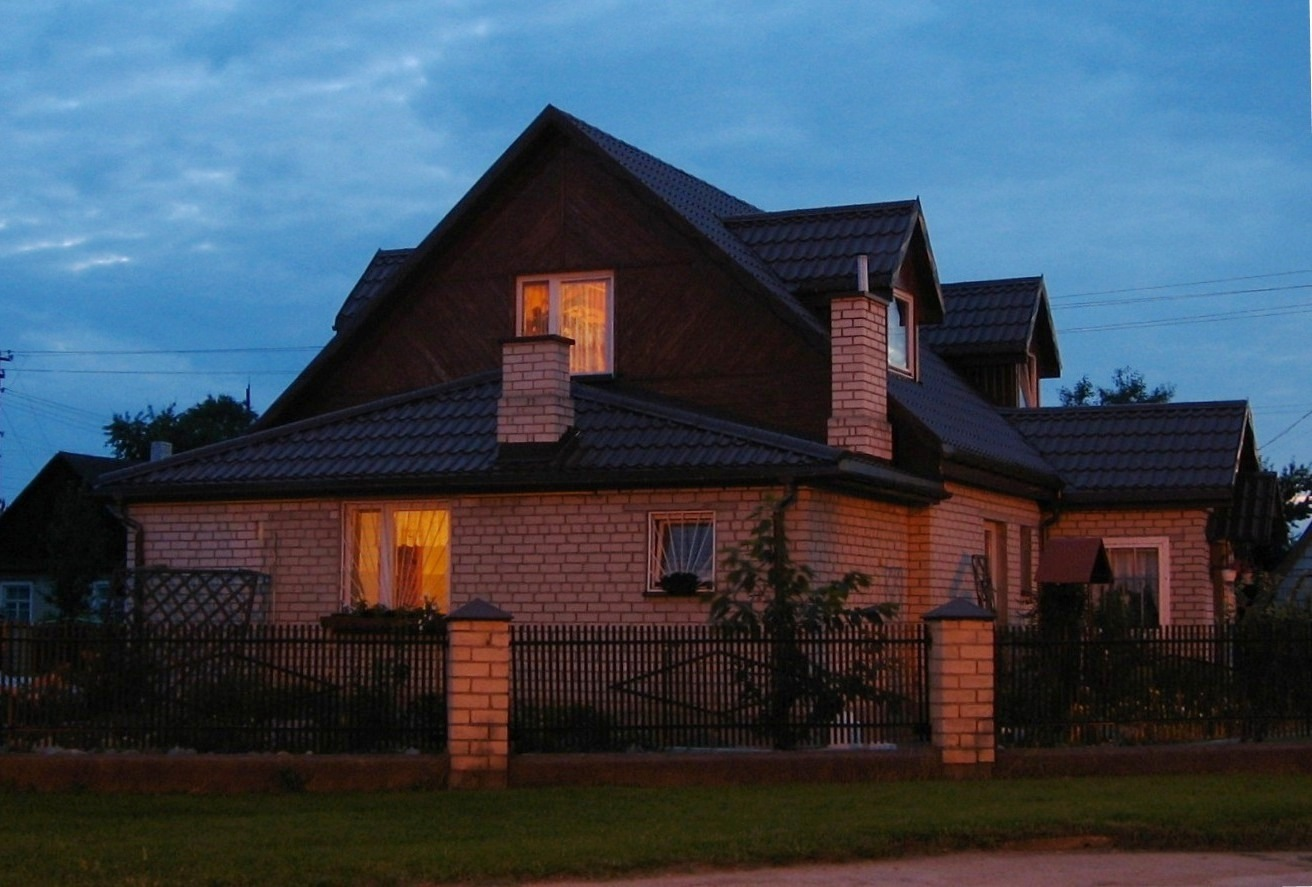
Dom sióstr pallotynek w Werenowie na Białorusi

Siostry Pallotynki (właściwie Zgromadzenie Sióstr Misjonarek Apostolstwa Katolickiego, skrót: SAC) – żeńskie katolickie zgromadzenie zakonne założone przez św. Wincentego Pallottiego, a sprowadzone do Polski przez ks. Alojzego Majewskiego w 1934. Dewiza zgromadzenia brzmi: Dla nieskończonej Chwały Bożej.
W 2009 prowincja polska sióstr obchodziła 75–lecie istnienia na ziemiach polskich.

## Działalność
- katechizacja w szkołach podstawowych i średnich;
- prowadzenie przedszkoli;
- praca jako pielęgniarki w szpitalach;
- opieka nad chorymi i samotnymi w parafiach oraz nad dziećmi specjalnej troski w ośrodkach opieki społecznej;
- posługa osobom chorym na raka i ich rodzinom w Hospicjum;
- prowadzenie grup apostolskich dla młodzieży (Wspólnoty Wieczernikowe) i dla dzieci (Mały Apostoł);
- prowadzenie formacji religijnej osób dorosłych i współpraca ze wspólnotami ZAK;
- prace służebne we własnych domach zakonnych i w seminariach duchownych (w kuchni, szwalni) oraz administracyjne w kancelariach parafialnych i kurialnych.

Szczególnym zadaniem Zgromadzenia jest praca misyjna. Siostry Pallotynki pracują w Rwandzie, Demokratycznej Republice Konga, Kamerunie i Tanzanii. Od niedawna podjęły również dzieło ponownej ewangelizacji na Ukrainie (Gródek, Żytomierz, Bród Kamienny i Korosteszów) oraz Białorusi i Syberii (Jekaterynburg).